# Boulder Glacier
Der Boulder Glacier ist ein Gletscher am Südosthang des Mount Baker, einem Schichtvulkan nahe der Pazifikküste Nordamerikas. Er liegt in der Kaskadenkette im US-Bundesstaat Washington. Der Boulder Glacier ist der sechstgrößte Gletscher am Mount Baker mit einer Fläche von 3,4 Quadratkilometern. Er fließt vom Gipfelkrater zwischen dem Grant Peak (10.781 ft (3.286 m)) und dem Sherman Peak (10.141 ft (3.091 m)) bis auf etwa 5.000 ft (1.524 m) Höhe herab. Er ist für seinen Rückgang um etwa 1.610 ft (491 m) zwischen 1987 und 2008 bemerkenswert, der neuerlich exponierte Felsen und Böden zutage brachte.

## Gletscherrückzug
Der Rückgang des Gletschers betrug zwischen 1850 und 1950 etwa 8.700 ft (2.652 m). William Long vom United States Forest Service beobachtete das erneute Wachsen des Gletschers aufgrund des kühleren und feuchteren Wetters ab 1953, welches bis 1979 anhielt und 2.438 ft (743 m) betrug.

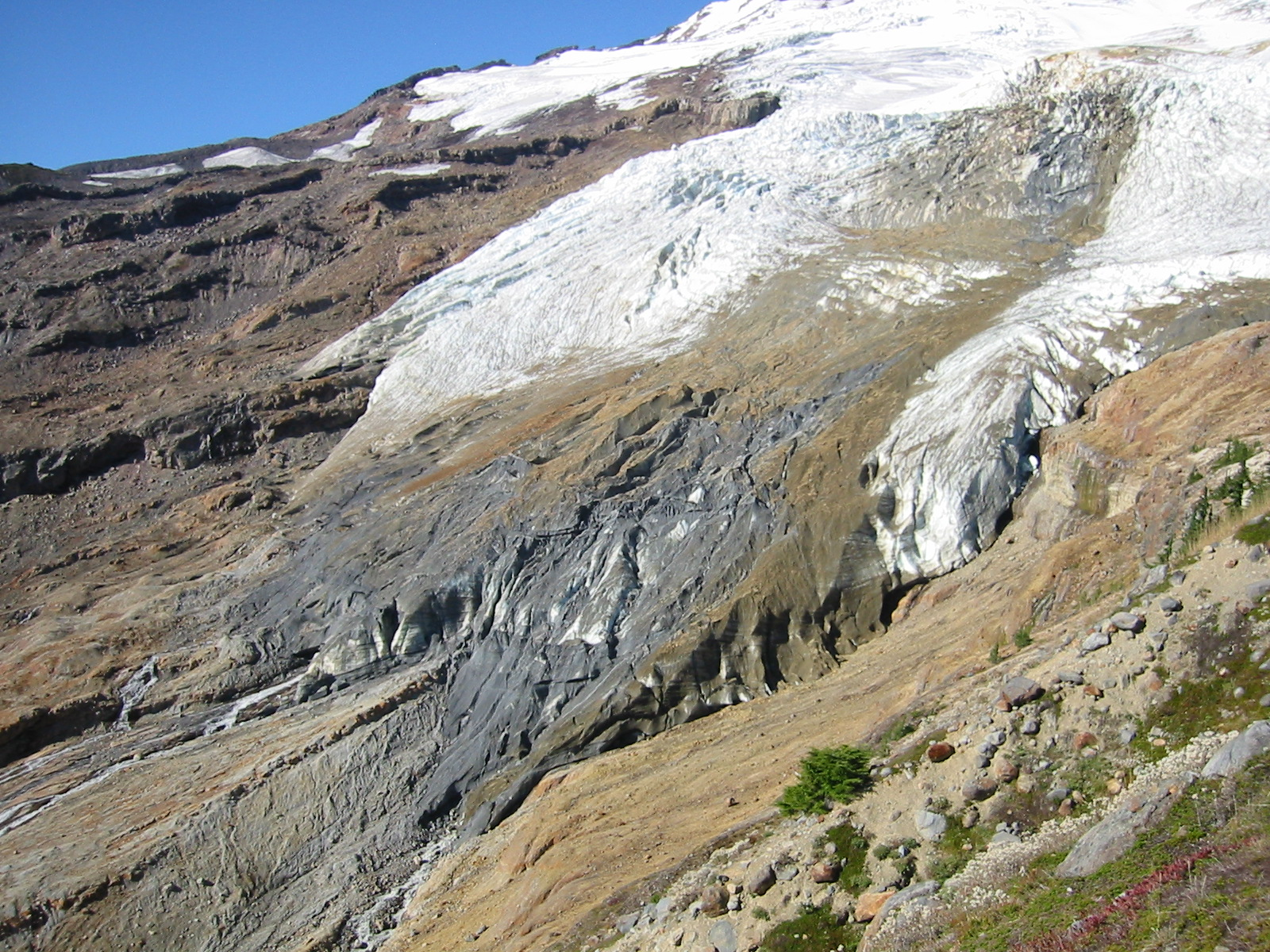
Die stagnierende, von Felstrümmern bedeckte Gletscherzunge (2004)

Die Endposition von 1979 befindet sich dort, wo ein kleiner Bach den Boulder Creek von Südwesten erreicht. Beobachtungen im Jahr 2005 legen nahe, dass die untersten eintausend Fuß bzw. die unteren mehreren hundert Meter stagnieren und wahrscheinlich verschwinden werden. Im Bild erscheint dieser Abschnitt des Gletschers grau mit Felstrümmern und nur wenigen Spalten. An der Westseite des Boulder Creek bildete sich aufgrund des aktuellen Rückzugs ein kleiner Wasserfall.

## Zugang
Der Boulder Glacier kann über den Boulder Ridge Trail Nummer 605 erreicht werden. Der Trail führt durch eine Klimax-Gesellschaft von Purpur-Tannen und verwandten Arten verschiedenen Alters mit reichlich stehendem Totholz. Im Herbst tritt eine große Vielfalt von Pilzen auf. Auf etwa 4.300 ft (1.311 m) Höhe erreicht der Trail eine seitliche Gletscher-Moräne. Auf etwa 4.600 ft (1.402 m) stößt man auf einen Felsen, der eine Klettertour der Klasse 2 nötig macht, und danach muss man einen steilen subalpinen Wald von etwa 120 ft (37 m) Länge durchqueren, um die Spitze des Grates zu erreichen. Bald danach verläuft sich der Trail.
Die Boulder Ridge besteht aus hübschen Heide-bestandenen Bermen und zahlreichen längslaufenden Moränen, die vom sich zurückziehenden Gletscher zurückgelassen wurden. Der Gletscherschwund hat die obere Region des Grates in Form von blankem Fels hinterlassen, und die Instabilität des Gerölls auf der Gletscherzunge ist für den unvorsichtigen Besucher eine Gefahr.
Der Boulder Glacier bildet eine der beliebteren Routen zum Aufstieg auf den Mount Baker. Erstmals am 24. August 1891 bestiegen, wurde er am häufigsten in Kombination mit dem eisbedeckten Felsband zwischen Boulder- und Park-Gletscher im Norden zum Aufstieg genutzt, um die dicht von Gletscherspalten geprägten Abschnitte zu umgehen. Auf etwa 10.000 ft (3.048 m) Höhe passiert die Route steile Felsen und Eisstürze im Südwesten, um den Gipfelgrat östlich des Grant Peak zu erreichen.

## Galerie

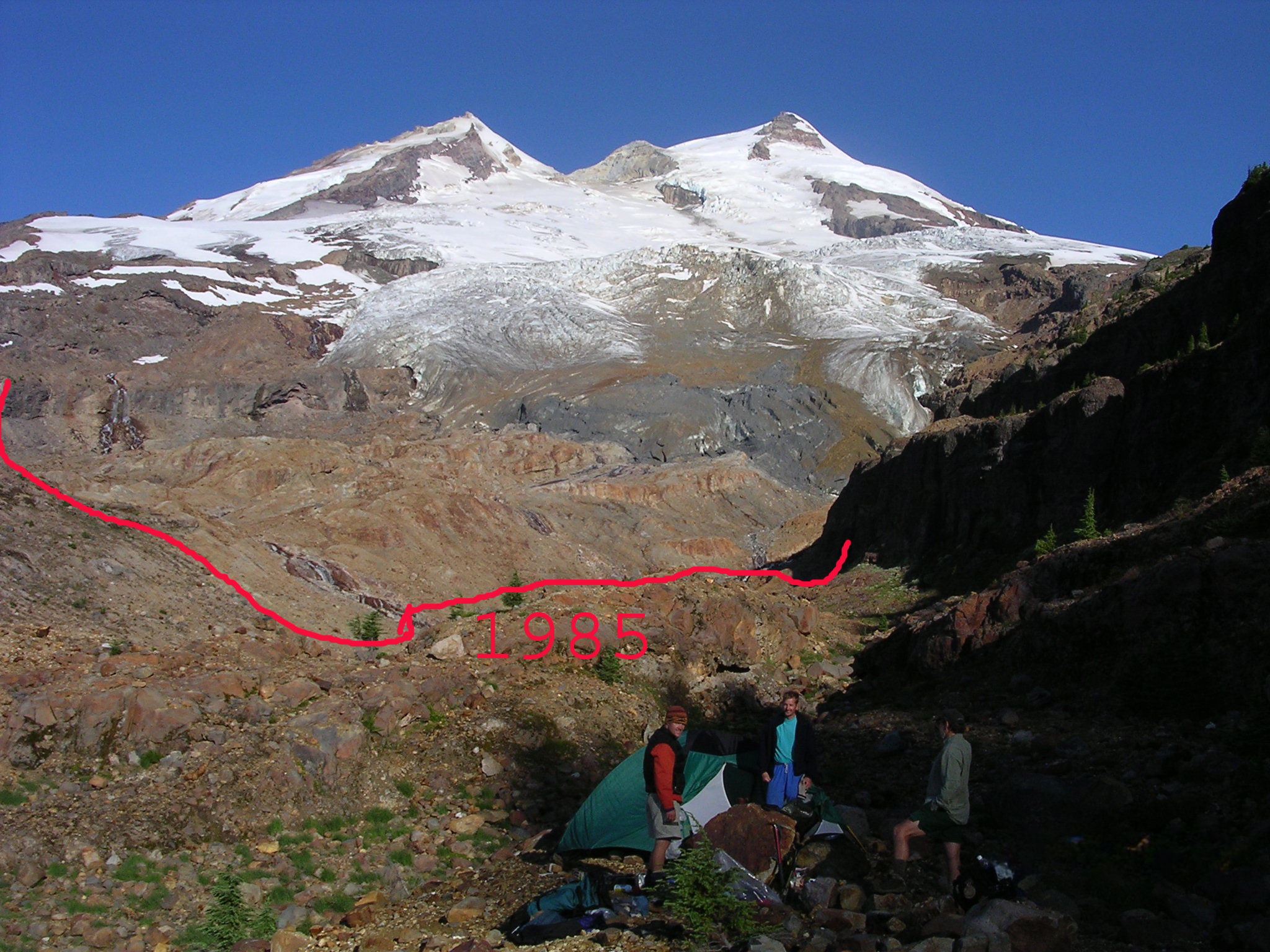
Der Boulder Glacier 2003, die Zunge von 1985 in rot
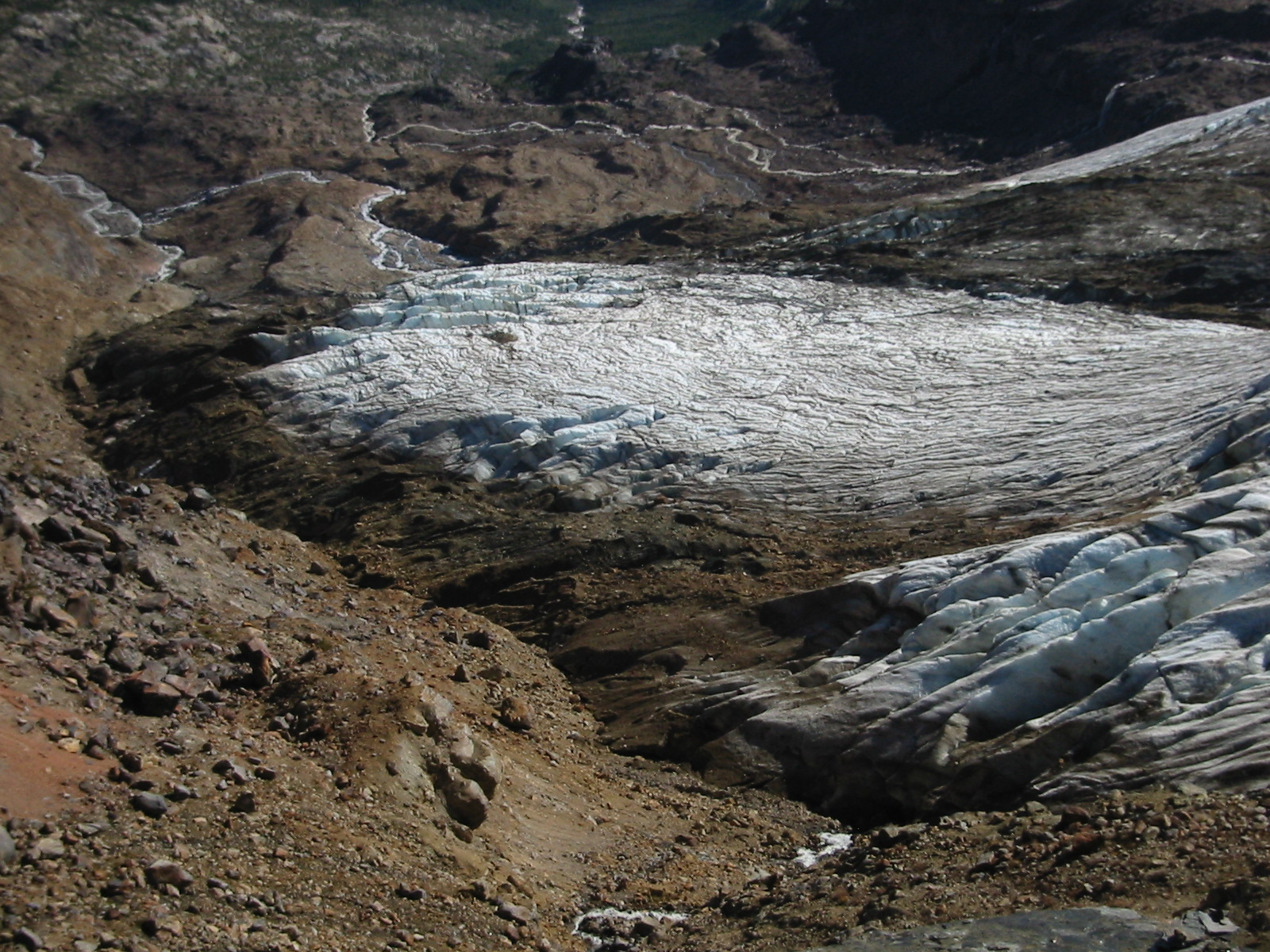
Ansicht der Zunge von oben (2004)
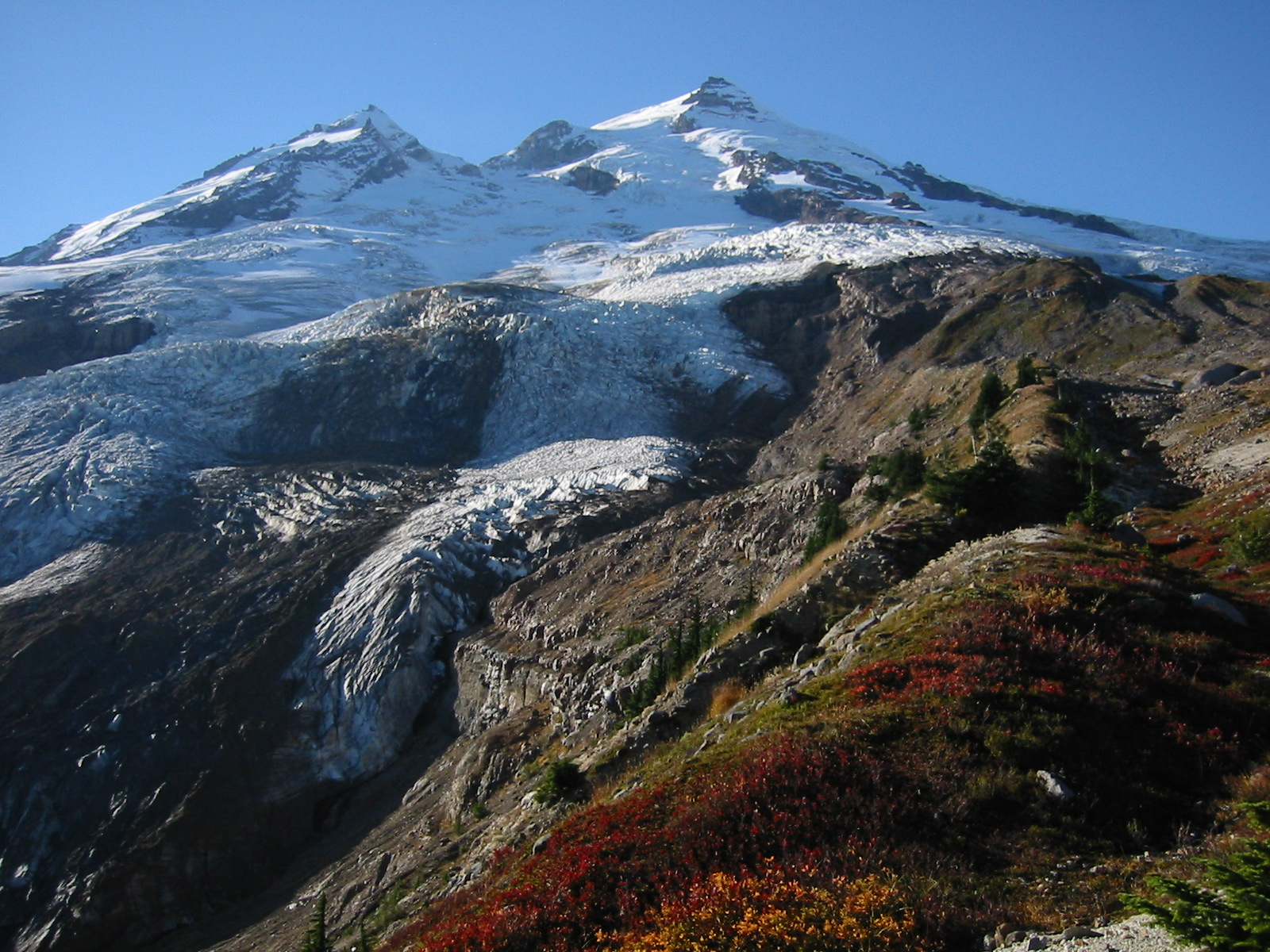
Ansicht von der Boulder Ridge